# Acrostolia
Acrostolia là một chi rêu trong họ Aneuraceae.